# Raziel Rodríguez
Raziel Enrique Rodríguez Villanueva (Guatire, Miranda, Venezuela, 7 de julio de 1981) es un político, influencer y detective retirado venezolano, actual alcalde del municipio Zamora del Estado Miranda, desde diciembre de 2021. Es dirigente de Fuerza Vecinal.

## Trayectoria
Originario de Guatire, Estado Miranda, fue detective de la Policía del Municipio Chacao, en la capital Caracas. Fue privado de libertad en 2011 por 48 días, por estar presuntamente involucrado en un hecho de extorsión. Al concluir la investigación el Ministerio Público decretó el sobreseimiento de la causa concluyendo que no hubo delito alguno. Según Rodríguez, había sido un malentendido, y que había ayudado a un comerciante a recuperar su moto robada.
En 2015 creó la «Fundación Raziel», asentada en Guatire, una organización sin fines de lucro destinada a la ayuda a hospitales públicos, personas en situación de pobreza y a la restauración de infraestructuras. Rodríguez divulgó gran parte del trabajo en su fundación en redes sociales, especialmente en Instagram, donde logró notoriedad. Ha recibido donaciones y el apoyo de diversos influencers venezolanos, así como de empresas, individuos y otras organizaciones, lo que se le ha dado más visibilidad. En febrero de 2019 fue víctima de secuestro de parte de supuestos funcionarios de inteligencia.

### Alcalde de Guatire
Rodríguez incursionó en la política el 27 de septiembre de 2021, cuando anunció su candidatura a alcalde del Municipio Zamora por Fuerza Vecinal. El 5 de octubre recibió el apoyo de la Alianza Democrática. En el lanzamiento de su campaña presentó un plan destinado a la mejora de polícia y de los hospitales. En las elecciones del 21 de noviembre de 2021 resultó ganador, convirtiéndose en el primer alcalde ajeno al chavismo desde el año 2000. Consiguió el 46,97 % de votos, frente al 46,64% obtenido por el alcalde oficialista Hugo Martínez. Fue juramentado como alcalde en un acto público el 1 de diciembre de 2021. Se ha caracterizado por el uso de redes sociales, donde publica las obras y proyectos ejecutados por la alcaldía.
El 17 de abril de 2022, el fiscal general Tarek William Saab emitió una citación a Rodríguez por un audio en el que ordenaba a la policía la demolición de unas viviendas irregulares en la zona industrial de Guatire. A pesar de que eran viviendas construidas en un terreno invadido, la fiscalía argumentó que se trataba de una «acción represiva», y que en las viviendas habitaban ancianos. La imputación respondió a la denuncia realizada por el diputado Diosdado Cabello en su programa «Con el mazo dando», donde acusaba a Rodríguez de fascista, y afirmó «ese alcalde tendrá que responder ante la ley». De acuerdo con Cabello, el terreno donde se realizó la demolición pertenecía al Instituto Nacional de Tierras. La alcaldía a través de un comunicado oficial, explicó que el procedimiento se había hecho en el marco de la ley.En las elecciones municipales de 2025 resultó reelecto como alcalde, derrotando nuevamente al exalcalde Hugo Martínez.